# مارسيلو بيتالوجا
مارسيلو بيتالوجا (بالإنجليزية: Marcelo Pitaluga)‏ (مواليد 20 ديسمبر 2002)، هو لاعب كرة قدم برازيلي ألماني يلعب كحارس مرمى لنادي ماكليسفيلد معارًا من نادي ليفربول الإنجليزي.